# America del Nord
L'America del Nord, Nord America, Nordamerica o America settentrionale è la parte del continente americano posta a nord dell'Istmo di Panama nella letteratura geografica italiana, dell'Europa occidentale (escluse le Isole britanniche) e dell'America Latina, è considerata un subcontinente, facente parte del continente America, mentre secondo la letteratura geografica di cultura inglese, cinese e russa sarebbe invece un continente a sé stante.
Contenuta completamente nell'emisfero boreale, è delimitata a nord dal Mar Glaciale Artico, a est dall'oceano Atlantico, a sudest dall'America meridionale e dal Mare Caraibico, a sud e a ovest dall'oceano Pacifico.
Copre una superficie di circa 24709000 km² che corrisponde al 4,8% circa della superficie terrestre e al 16,5% circa delle terre emerse. 
Considerata come continente, per superficie è il terzo del mondo (dopo Asia e Africa) e il quarto per popolazione, dopo le due citate e l'Europa.
Il nome "America settentrionale" viene usato anche per indicare una delle tre macroregioni in cui attualmente viene suddivisa l'intera America, insieme all'America centrale e all'America meridionale. Secondo questo criterio, l'America settentrionale è delimitata a sud dal confine meridionale del Messico e, non comprendendo l'America centrale, ha un'estensione inferiore a quella sopra descritta.

## Etimologia
L'America deve il suo nome al cartografo tedesco Martin Waldseemüller, che lo scelse per onorare l'esploratore fiorentino Amerigo Vespucci, il primo europeo a capire che le terre in cui era giunto Cristoforo Colombo non erano le Indie orientali e quindi l'Asia, ma un continente sino ad allora sconosciuto agli europei. Il nome scelto fu messo al genere femminile, per analogia con i nomi degli altri continenti (Europa, Asia, Africa).

## Storia

### L'America precolombiana e le esplorazioni europee

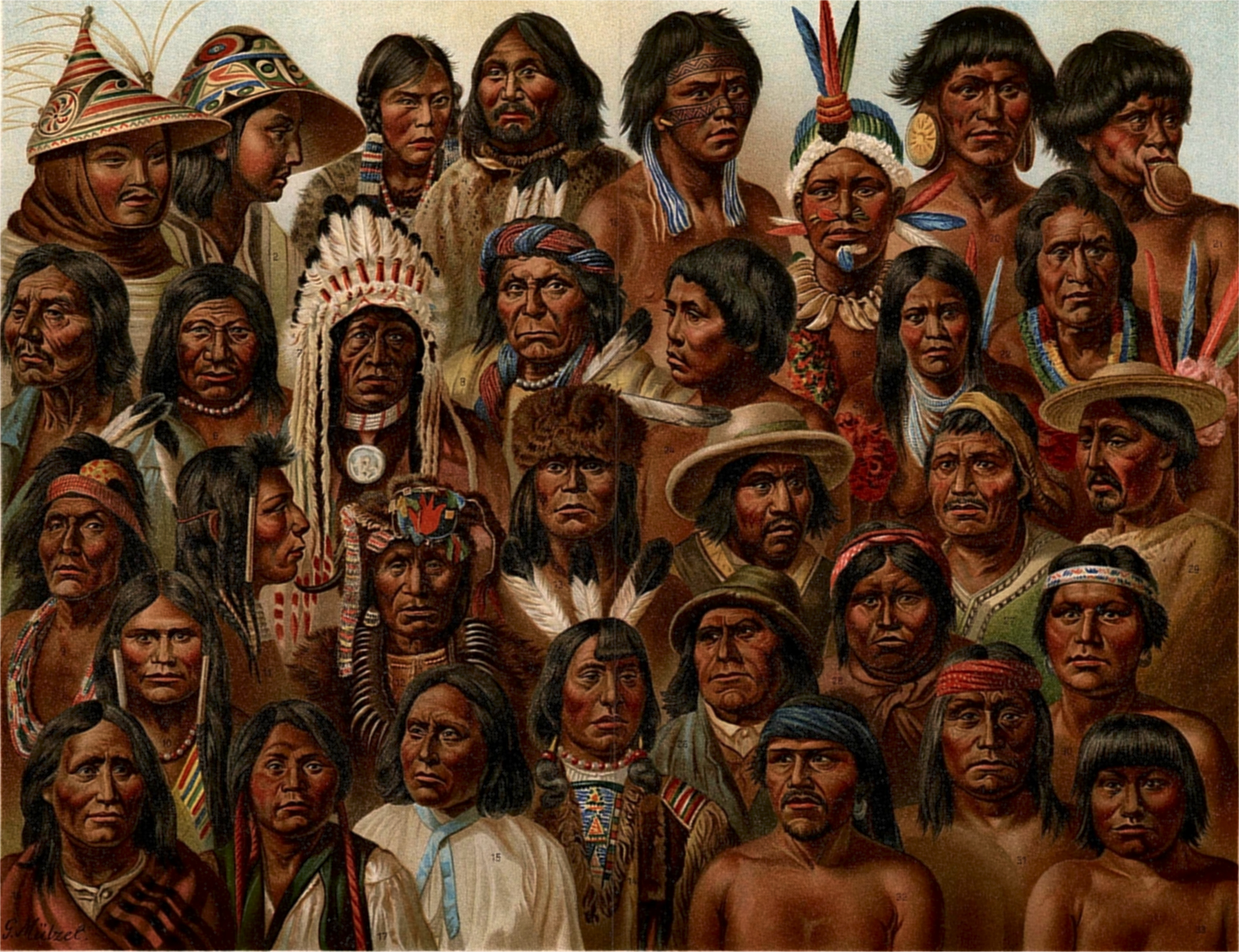
Nativi americani

Prima dell'arrivo degli europei, l'America settentrionale era popolata da innumerevoli tribù indigene che si distinguevano in grossi gruppi, tutti presumibilmente discendenti da genti asiatiche che attraversarono lo Stretto di Bering 40.000 anni fa: gli indiani delle zone più vicine al Messico erano più evoluti, e arrivarono a edificare vere e proprie città con il fango, in zone desertiche. Fu qui probabilmente che nacquero gli Aztechi prima di migrare verso sud. Le altre popolazioni erano invece più primitive, e spesso non conoscevano né l'agricoltura né la pastorizia, ma erano cacciatori e raccoglitori, come gli indiani delle Grandi Pianure, la cui sopravvivenza fu sempre legata intimamente con le mandrie dei bisonti.
I primi a giungere nell'America del nord dall'Europa furono certamente i Vichinghi, che intorno all'anno 1000 sbarcarono nei pressi del Labrador (Canada). Tuttavia, per ragioni sconosciute, non vi si stabilirono a lungo e presto abbandonarono l'unico insediamento perdendo il ricordo della colonia. L'America settentrionale fu così riscoperta da Giovanni Caboto al servizio della Gran Bretagna, che il 24 giugno 1497 raggiunse l'isola di Terranova e credette di trovarsi in Asia. È considerato il primo europeo ad essere sbarcato nell'America continentale (Colombo fino a quel momento aveva esplorato solo le isole dei Caraibi), sempreché non sia stato preceduto da Amerigo Vespucci in Sudamerica. L'interesse dell'Inghilterra fu però di breve durata anche perché nel corso del suo secondo viaggio (1498) Caboto scomparve. Pertanto la classificazione dell'America del nord come continente, e non come uno sparuto gruppo di isole o come parte dell'Asia, fu ritardata di quasi un trentennio.
Nel 1513 intanto lo spagnolo Juan Ponce de León sbarcò in Florida, divenendo il primo europeo a toccare ciò che sarebbe diventato gli Stati Uniti d'America (a meno che non l'avesse preceduto Caboto, che forse raggiunse il Maine prima di scomparire); di conseguenza si compirono in seguito parecchi viaggi, sia per colonizzare la Florida, sia per raggiungere il ricco Messico dal momento che gli Spagnoli avevano ricevuto informazioni sull'esistenza degli Aztechi, sia per appurare se il Golfo del Messico fosse una baia o uno stretto per l'Oriente. Nel 1519 Alonso Álvarez de Pineda scoprì che era un grosso golfo e vide per primo il fiume Mississippi. In seguito alla conquista dell'impero azteco (1521) partirono molte spedizioni nei due decenni seguenti per raggiungere il nord e colonizzarlo. Molti erano spinti dalla leggenda delle Sette città di Cibola, mitici ricchi regni indigeni oltre l'impero azteco. Fu così che nel 1539 Francisco de Ulloa giunse fino in California scoprendo il golfo di California e il fiume Colorado. Nel 1540-1541 Francisco Vázquez de Coronado sfatò il mito delle sette città raggiungendo il Kansas e trovando solo villaggi di fango. Con la spedizione di Coronado l'interesse spagnolo per l'America settentrionale decadde del tutto: gli stessi territori appena esplorati furono in parte dimenticati e la California venne colonizzata solo alla fine del Settecento.

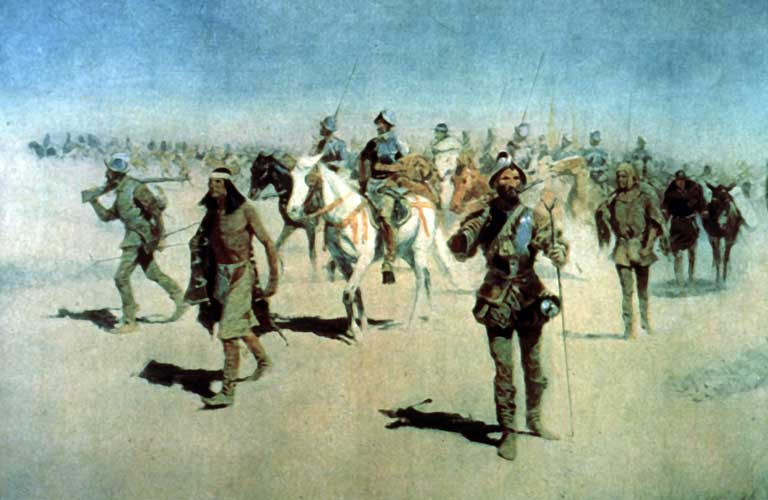
La spedizione di Coronado

Tuttavia altri navigatori nel frattempo avevano definitivamente classificato l'America settentrionale come continente: Giovanni da Verrazzano al servizio della Francia e Lucas Vázquez de Ayllón ed Esteban Gómez per la Spagna avevano risalito la costa dalla Florida fino al Canada tra il 1524 e il 1527; in particolare Verrazzano fu il primo a vedere la baia di New York. Questi esploratori trovarono terre selvagge abitate da popolazioni barbare povere e decretarono così l'inutilità di quei territori immensi. Malgrado ciò nel 1534 Jacques Cartier diresse una seconda spedizione francese che esplorò il Canada e risalì il fiume San Lorenzo, ma che non fu di stimolo ai francesi per altri viaggi: essi sarebbero tornati in loco solo agli inizi del Seicento.
L'America settentrionale, abbandonata da francesi e spagnoli, tornò d'interesse per i britannici, che essendo meno impegnati dei francesi nei problemi dell'Europa intendevano farsi strada tra le potenze iberiche per il commercio con le Indie. Iniziarono pertanto quell'infinita serie di viaggi nell'America del nord per scoprire il favoleggiato Passaggio a nord-ovest che conducesse al Pacifico e quindi all'Asia. Dalla seconda metà del Cinquecento diversi navigatori tentarono la sorte nelle fredde acque del nord, ricavando solo magri risultati come la scoperta di una baia o di uno stretto, che poi composero il "puzzle" del Passaggio a nord-ovest; in particolare Martin Frobisher (1576), John Davis (1590), Henry Hudson (1610-1611), da cui prende il nome il fiume di New York e l'omonima baia, e William Baffin (1612). Per quanto queste spedizioni non raggiunsero l'Asia, consolidarono nel Nordamerica la presenza britannica, che farà la storia e la cultura del continente fino ai giorni nostri.

### L'era coloniale

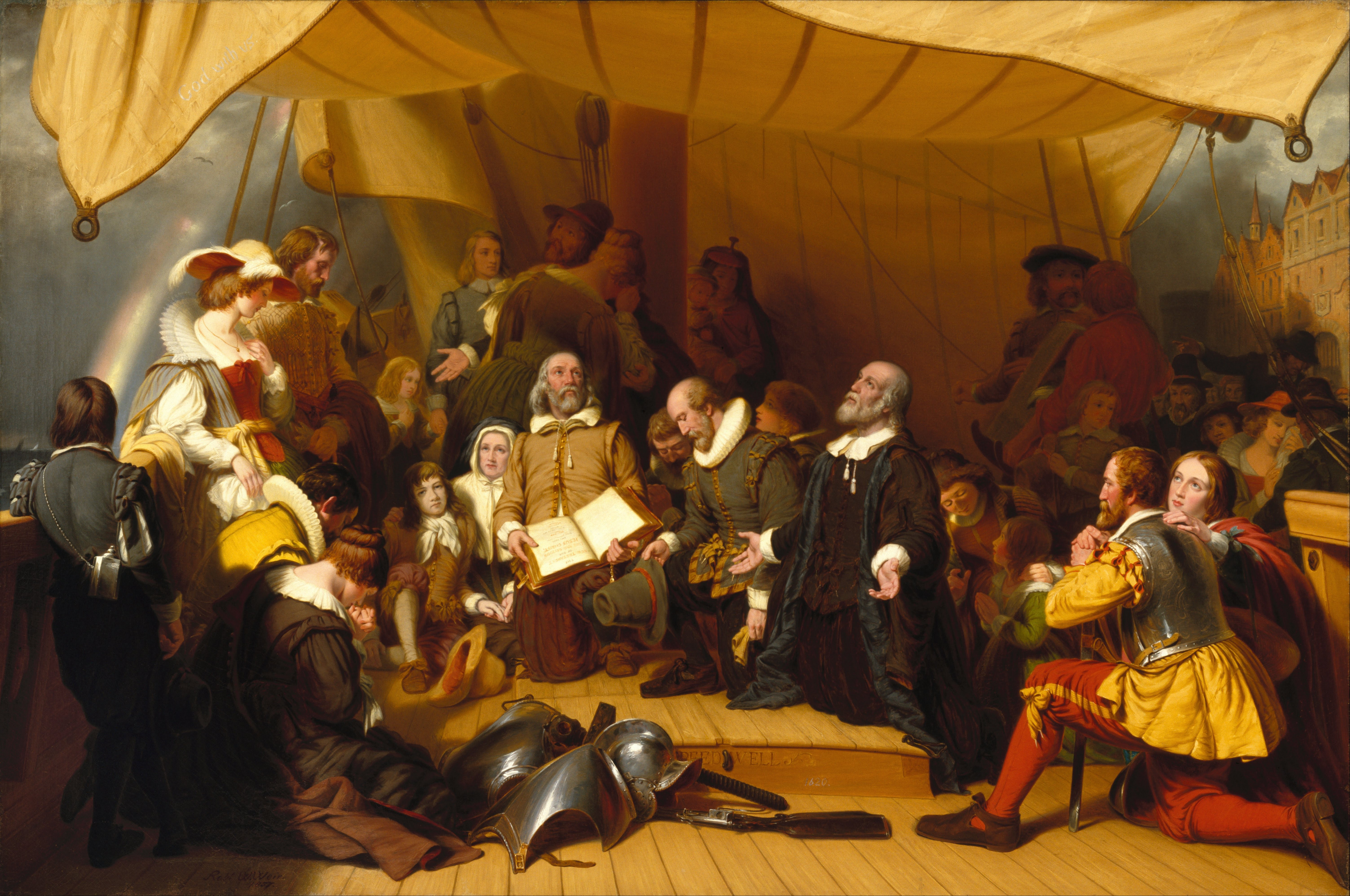
I Padri Pellegrini

Oltre alla ricerca del Passaggio a Nord Ovest, gli Inglesi si interessarono fin dall'inizio alla colonizzazione di questi territori, per insidiare il dominio iberico nell'America centro-meridionale. Già Walter Raleigh nel 1584 tentò, senza successo, di fondare una colonia stabile sull'isola di Roanoke; la più antica città dell'America Settentrionale e dunque la prima colonia europea fu comunque Saint John's sull'isola di Terranova. L'interesse britannico risvegliò quello francese e accese per la prima volta quello olandese: all'inizio del Seicento ben tre potenze erano "in corsa" per la conquista di questi territori. Samuel de Champlain fece ritorno nel 1604 nelle zone esplorate da Cartier e fondò le prime due colonie stabili francesi: Montréal e Québec. Gli Inglesi si insediarono in modo definitivo negli attuali Stati Uniti e nella tanto bramata Virginia con la fondazione della colonia di Jamestown nel 1607.
Per finire gli olandesi fondarono Nuova Amsterdam (odierna New York) alle foci dell'Hudson (1624). Compagnie commerciali appositamente fondate si impegnarono assieme alle rispettive corone a colonizzare i nuovi territori in cambio del monopolio sugli scambi commerciali.
Le colonie europee, soprattutto quelle inglesi, si caratterizzarono in modo assai bizzarro: in Nord America si insediarono in numero sempre crescente comunità religiose perseguitate in Europa (celebri i “Padri Pellegrini”, puritani inglesi giunti nel 1620 in Massachusetts sulla Mayflower). La carta concessa dal re d'Inghilterra garantiva la possibilità di governarsi secondo principi propri, fermi restando gli obblighi di carattere economico-commerciale (esclusività degli scambi con la madrepatria). La proprietà terriera era molto diffusa, perché divisa di diritto fra tutti i membri maschi della comunità, accentuando il carattere democratico delle strutture di governo e creando uno stretto legame tra i concetti di autonomia economica e libertà politica. In quest'opera di popolamento i coloni anglo-francesi dovettero confrontarsi con la tenace resistenza opposta dalle numerose tribù indiane sospinte sempre più verso l'interno e private dei loro tradizionali territori di caccia e pascolo.

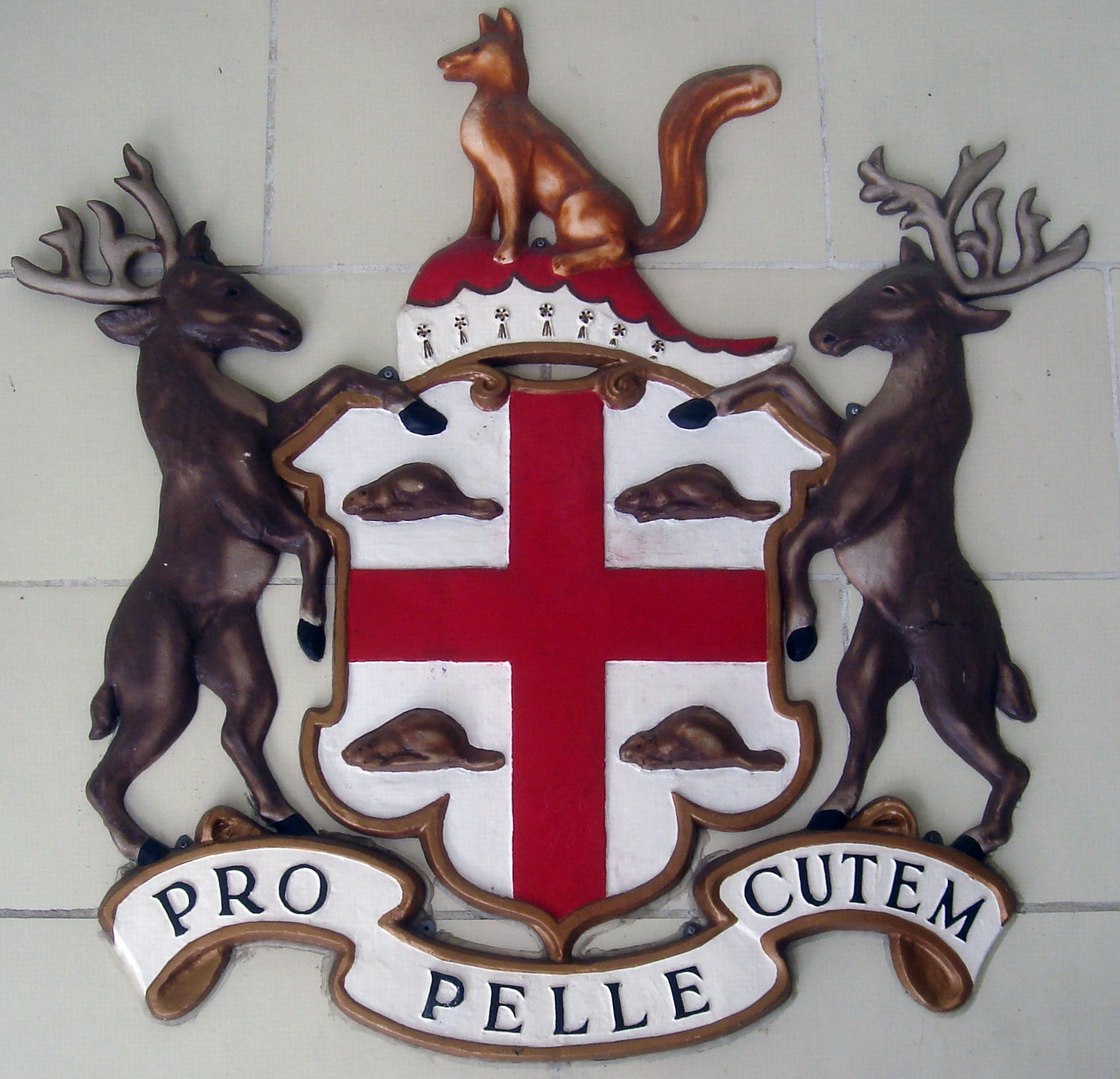
Compagnia della Baia di Hudson

Progressivamente il quadro politico dell'America settentrionale si andò configurando in questo modo: i francesi avevano occupato il territorio canadese, gli inglesi la costa statunitense e la Baia di Hudson (in virtù delle esplorazioni nel 1611): qui venne fondata nel 1665 la Compagnia della Baia di Hudson, che sarà alla base del Canada moderno. Mentre gli spagnoli iniziavano a temere l'avanzata francese verso sud (che dalla regione dei grandi laghi nel 1681 avevano annesso tutto il bacino del Mississippi (Grandi Pianure) fino al golfo del Messico) e consolidavano la Florida, gli olandesi avevano perso nel 1667 le colonie di Nuova Amsterdam e del Delaware a vantaggio degli inglesi, che unificavano così tutta la costa orientale e i territori alle loro spalle, organizzati nelle Tredici colonie. Nel XVIII secolo la situazione, già abbastanza complessa, sfociò nella guerra dei sette anni tra Francia e Gran Bretagna (1756-1763); a vincerla furono i britannici, che così si guadagnarono il dominio su tutto il Canada conosciuto e sull'America settentrionale in generale, scacciando per sempre i francesi; la Louisiana, ovvero le Grandi Pianure, fu spartita tra Britannici e Spagnoli (ad est e ad ovest del Mississippi). Ma fu un apogeo di breve durata: nel 1776 le Tredici colonie che componevano i possedimenti inglesi della costa orientale ottennero l'indipendenza e nacquero gli Stati Uniti d'America, la prima nazione del nuovo mondo.

### Dal XIX secolo all'epoca contemporanea

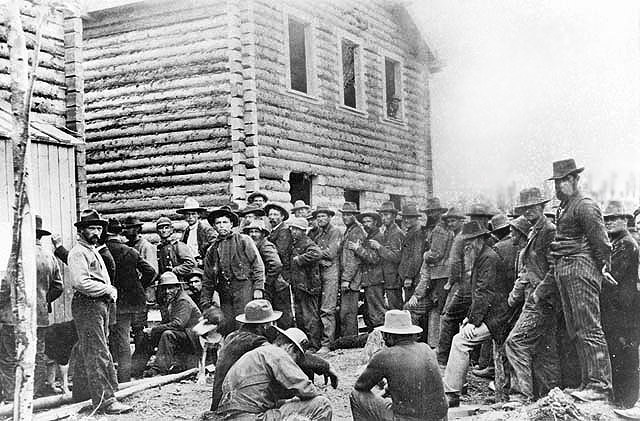
Minatori nel Klondike

I britannici si ritirarono in Canada e proseguirono da lì le esplorazioni: nel 1787 Alexander Mackenzie raggiunse il mar Glaciale Artico discendendo il fiume che porta il suo nome e avviò la colonizzazione del Canada occidentale, mentre nel 1794 raggiunse il Pacifico attraverso quelle stesse terre. Si risvegliò inoltre la ricerca del passaggio a nord-ovest, che portò alla definitiva mappatura delle isole artiche canadesi e all'attraversamento del fantomatico passaggio con Robert McClure nel 1850. Contemporaneamente la Compagnia della baia di Hudson venne accorpata al Canada (1870), aggiungendo così nuovi sterminati territori ai coloni anglofoni. Si compose dunque il dominio, la colonia inglese del Canada; alla fine dell'800 l'uomo bianco si era ormai spinto fino al fiume Yukon, dove nel 1896 scoppiò la memorabile corsa all'oro del Klondike.
Nel Settecento la Russia era comparsa sulla scena colonizzando l'Alaska e divenendo un serio pericolo per i possedimenti inglesi in Canada e addirittura per quelli spagnoli in California, ma i Russi vendettero il territorio agli Stati Uniti nel 1864. La presenza spagnola passò di mano: con la decolonizzazione dell'America centro-meridionale contemporanea ai moti europei del primo Ottocento, nel 1821 nacque lo Stato del Messico, che controllava gran parte degli attuali Stati Uniti Occidentali; questi tuttavia nei decenni successivi si unirono progressivamente agli Stati Uniti fino al 1848, con l'annessione della California. Con la definitiva unificazione tra nord e sud e l'abolizione della schiavitù dopo la guerra di secessione americana (1861-1865) gli Stati Uniti si imposero come potenza moderna ed effettiva, sebbene gli sterminati territori occidentali fossero scarsamente popolati e in parte sconosciuti: nacque così l'epopea del Far West, che portò migliaia di coloni in territori lontanissimi e durò fino all'inizio del '900; come in Canada, essa fu incoraggiata anche da numerose corse all'oro.

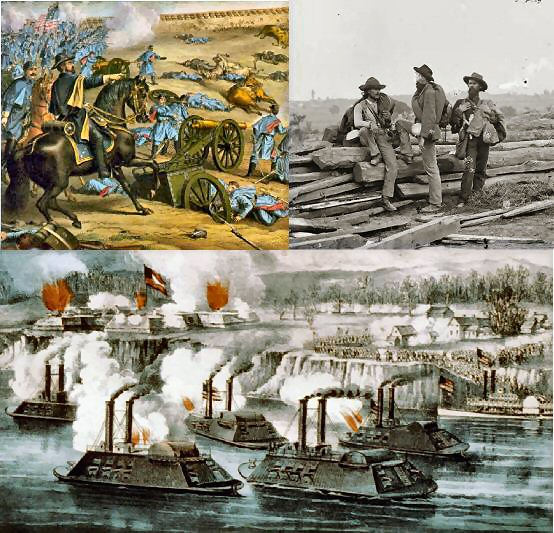
Guerra di secessione americana

La ricchezza permise a questa nazione, mentre nel vecchio mondo era in corso la Belle Époque, di influenzare l'equilibrio mondiale, e di inserirsi tra la schiera delle nazioni colonizzatrici; essi espansero la loro influenza su tutto il resto dell'America, dove le deboli nazioni che da quasi un secolo si erano rese indipendenti da Spagna e Portogallo, benché potenzialmente ricchissime grazie alle risorse naturali non riuscivano a spiccare il volo a causa dei grandissimi divari sociali e delle guerre civili: gli Stati Uniti invece erano figli della moderna società borghese inglese, ed erano nati dai valori dell'Illuminismo e del liberalismo. La loro influenza si estese inoltre sul Pacifico, contemporaneamente alla colonizzazione della Polinesia da parte degli Europei: a loro andarono le colonie tedesche nel 1918, dopo la vittoria nella prima guerra mondiale. Nel frattempo il potere europeo in America settentrionale svaniva del tutto con la totale indipendenza del Canada dal Regno Unito e il suo ingresso nel Commonwealth nel 1931.
Il novecento vide il trionfo degli Stati Uniti come effettivi dominatori del globo: fu tuttavia un cammino irto di ostacoli; con la vittoria della seconda guerra mondiale essi sarebbero rimasti i sovrani del pianeta, se non fosse stato per la guerra fredda che scoppiò subito con l'URSS e divise il mondo in due macrofazioni. Nella loro sfera d'influenza comunque gli Stati Uniti ottennero un prestigio a livello culturale, sostituendo il loro dominio intercontinentale a quello che avevano esercitato gli Inglesi fino a pochi decenni prima: nacque la globalizzazione, che portò al trionfo del sistema democratico e della cultura occidentale in ogni dove, nonché all'ingerenza economica e politica di questa nazione dappertutto; gli Stati Uniti, con la definitiva vittoria sulla Russia alla fine del secolo non hanno avuto più ostacoli nella politica planetaria, ma di fronte a nuove superpotenze (India, Cina, Brasile, Giappone, Corea) sembra che il loro potere sia progressivamente messo in discussione. La loro influenza mediatica è comunque ormai consolidata, come anche la loro posizione di predominio nel nuovo continente.

## Geografia

### Definizione
Il Nordamerica, nella letteratura geografica italiana, dell'Europa occidentale (escluse le Isole britanniche) e dell'America Latina è la parte settentrionale dell'America, che secondo la convenzione diffusa in queste aree è considerata un unico continente. Secondo questo criterio, il Nordamerica è dunque un subcontinente e si estende a nord dell'Istmo di Panama. Secondo il criterio anglosassone, invece, l'America del Nord è considerata un continente a sé stante.
Secondo un'altra accezione, l'America del Nord è una delle tre macroregioni in cui viene suddiviso l'intero continente americano (le altre due macroregioni sono l'America centrale e l'America del Sud); in questo caso, il confine meridionale non è l'Istmo di Panama, ma varia a seconda del criterio adottato: in base a concetti di geografia fisica è l'Istmo di Tehuantepec, in base a criteri di geografia politica è la frontiera meridionale del Messico, mentre secondo il Geoschema delle Nazioni Unite il confine meridionale dell'America del Nord è la frontiera tra Stati Uniti e Messico.

### Geografia fisica

#### Coste
La costa continentale è lunga e irregolare. Il Golfo del Messico è il più grande corpo idrico che rientri nel continente, seguito dalla Baia di Hudson. Fra i principali si segnalano il Golfo di San Lorenzo e il Golfo di California.

#### Isole
Numerose sono le isole al largo delle coste del continente: principalmente l'Arcipelago artico canadese, le Grandi e le Piccole Antille, l'Arcipelago Alessandro e le Isole Aleutine. La Groenlandia, sotto la corona danese, è l'isola più grande del mondo. Si trova nella stessa placca tettonica (la Placca nordamericana) e fa parte geograficamente del Nord America.

#### Placche tettoniche

Placche tettoniche che interessano il Nordamerica.

Nella storia geologica, prima che l'America Centrale si sollevasse, la regione era sommersa e le isole delle Indie Orientali (Caraibi) delineavano un ponte di terra che collegava l'America del Nord con il Sudamerica attraverso la Florida e il Venezuela.
La maggioranza del Nord America poggia sulla Placca nordamericana. Parte della California e del Messico occidentale sono sul bordo con la Placca pacifica dove le principali zolle si incontrano lungo la Faglia di Sant'Andrea. La maggior parte della porzione meridionale del continente e delle isole caraibiche si trovano nella Placca caraibica, mentre lungo le coste sud-occidentali il bordo è segnato dalla Placca di Cocos.

#### Regioni convenzionali
Il continente può essere suddiviso in quattro grandi regioni (ciascuna delle quali comprende diverse sotto-regioni): le Grandi Pianure che si estendono dal Golfo del Messico all'Artico canadese; le montagne geologicamente giovani dell'ovest, che comprendono le Montagne Rocciose, il Gran Bacino, California e Alaska; l'altopiano dello Scudo canadese; la variegata regione nord-orientale, che comprende i Monti Appalachi, la piana costiera lungo il litorale atlantico, e la penisola della Florida. Il Messico, con le sue lunghe cordigliere e altopiani, rientra in larga parte nella regione occidentale, anche se la piana costiera orientale si estende verso sud lungo il litorale del Golfo del Messico.

#### Orografia
L'America settentrionale è caratterizzata da due grandi catene montuose che partono dal nord ovest e arrivano a sud ovest esse sono: le catene costiere di California, Oregon, Washington, e Columbia Britannica e le Montagne Rocciose. I monti più elevati sulla costa est sono gli Appalachi. La vetta più alta è il Monte McKinley in Alaska. Le pianure più ampie sono: le Grandi Pianure, Pianure Costiere e lo Scudo Canadese.

#### Idrografia
I fiumi più importanti dell'America settentrionale sono il Mississippi, il Missouri e il San Lorenzo. Il primo e il secondo scorrono negli Stati Uniti, il terzo negli Stati Uniti e in Canada. Altri fiumi importanti sono il Colorado e il Columbia, entrambi negli Stati Uniti.
In America settentrionale ci sono cinque laghi importanti: il Grande Lago degli Orsi, il Michigan, il Superiore, l'Erie, l'Ontario e l'Huron. Altri laghi importanti sono: il Lago Athabasca, il Grande Lago degli Schiavi e il Lago delle Renne, tutti in Canada.
L'America settentrionale è bagnata dall'Oceano Atlantico a est, dall'Oceano Pacifico a ovest e dal Mar Glaciale Artico a nord.

#### Centro geografico
La United States Geographical Survey afferma che il centro geografico del Nordamerica è "10 km a ovest di Balta, nella Contea di Pierce nel Dakota del Nord" a circa 48°10′N 100°10′W.

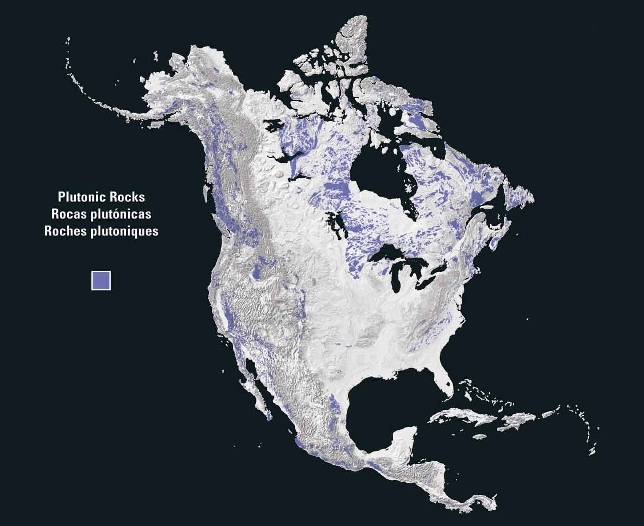
Roccia magmatica (Plutonite)
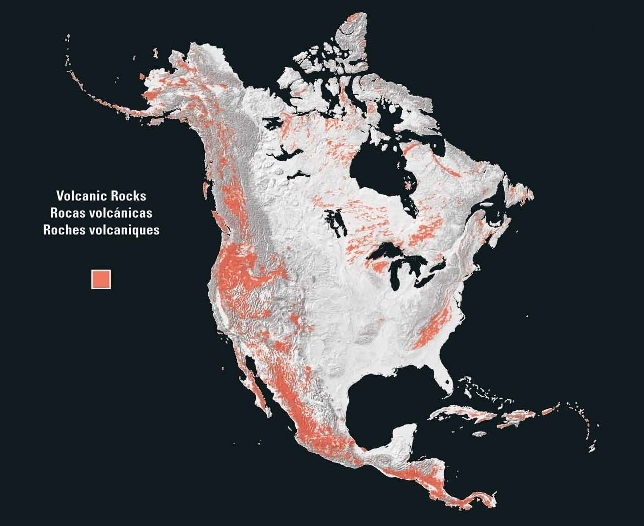
Roccia magmatica (Vulcanica)
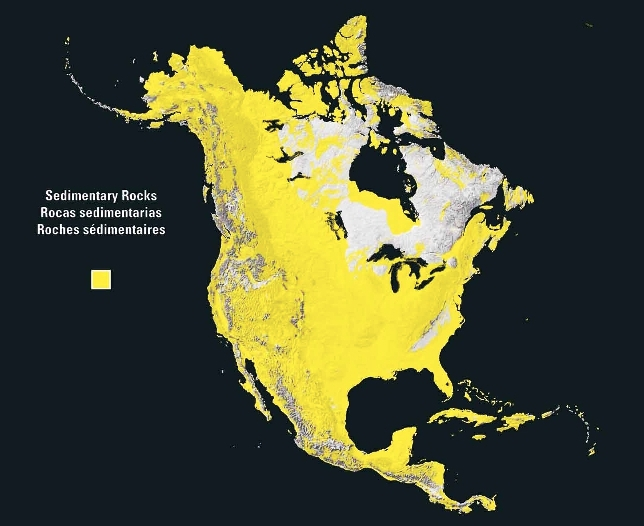
Roccia sedimentaria
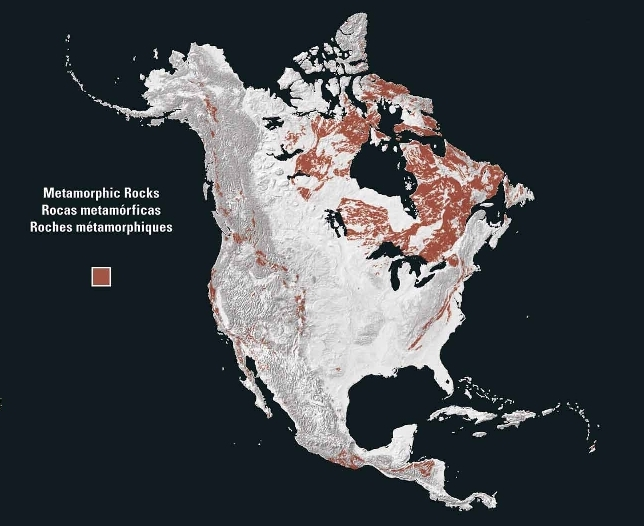
Roccia metamorfica

### Geografia umana

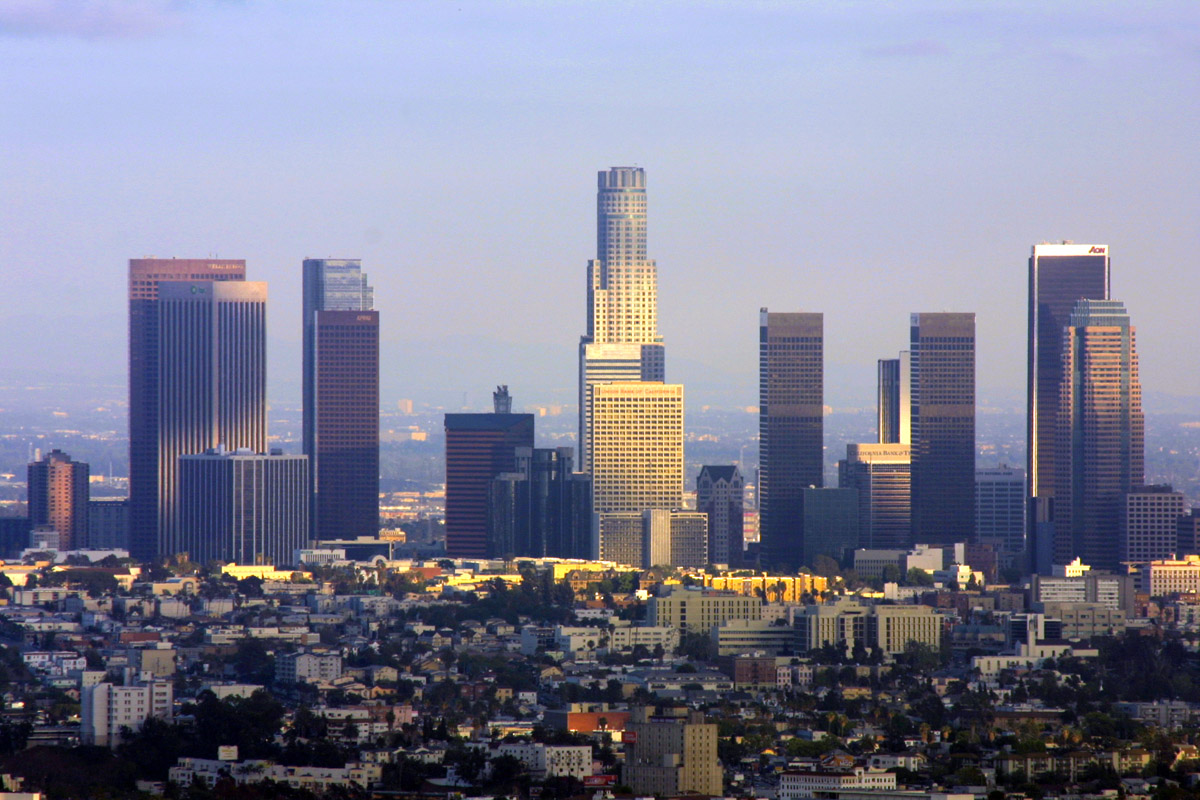
Vista di Los Angeles.

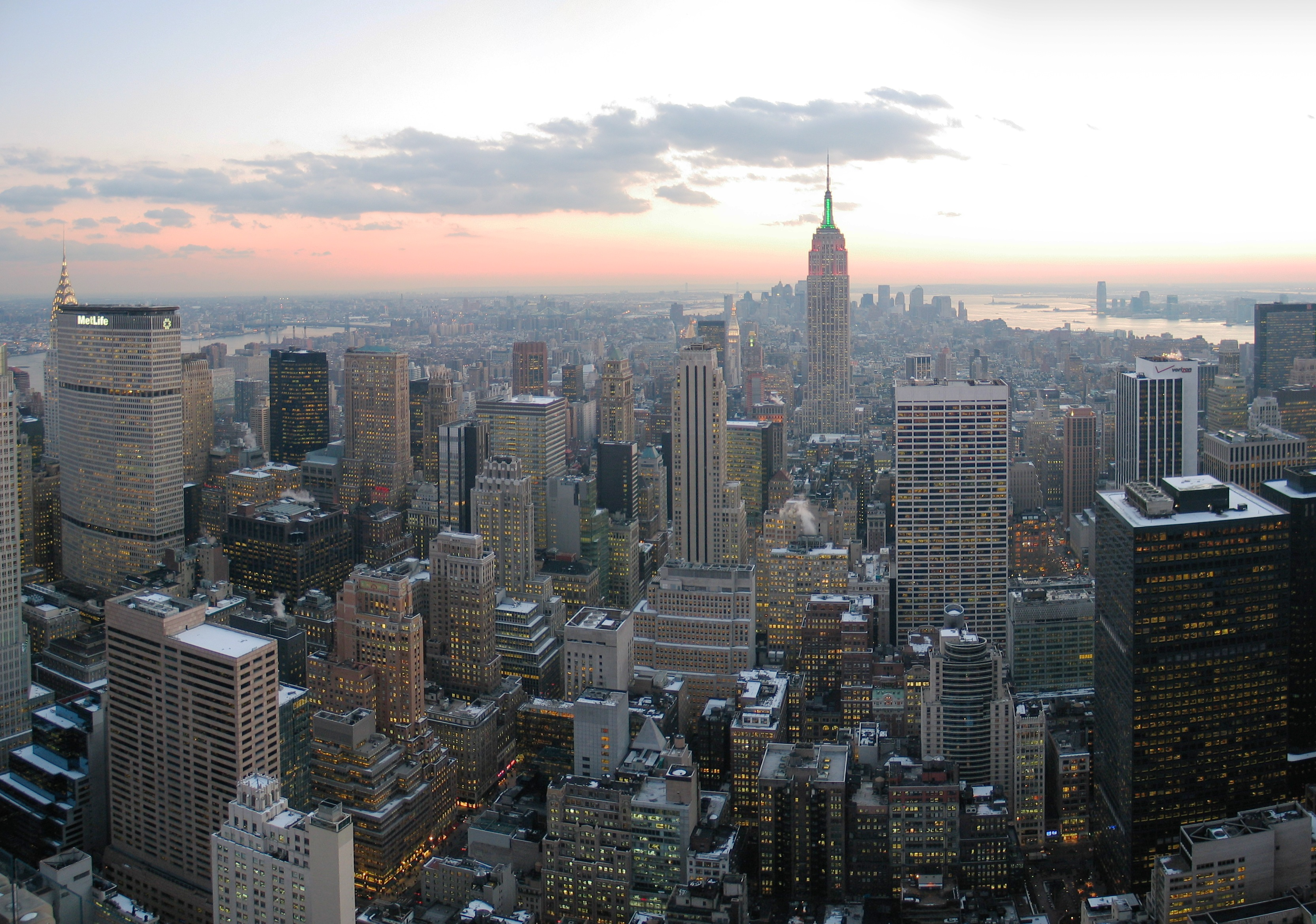
New York, la seconda città più popolata dell'America Settentrionale.

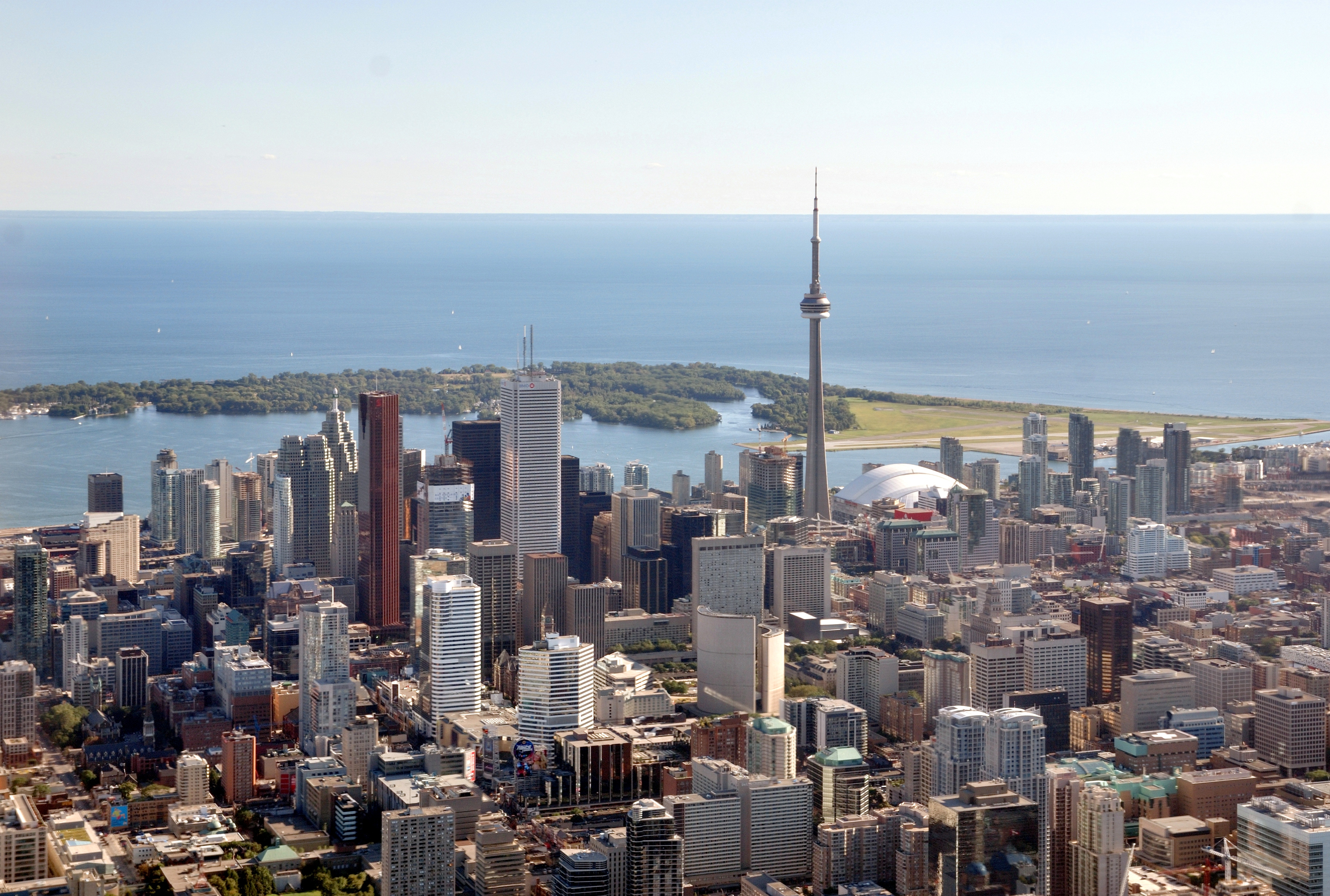
Toronto, la città più popolata del Canada.

Le lingue più diffuse nel Nordamerica sono inglese, spagnolo, e francese. Il termine Anglo-America è utilizzato per riferirsi ai paesi anglofoni delle Americhe: vale a dire il Canada (dove l'inglese e il francese sono lingue ufficiali) e gli Stati Uniti d'America. Talvolta vengono compresi il Belize e alcune isole dei Caraibi. L'America Latina è in riferimento a quella parte delle Americhe (generalmente a sud degli Stati Uniti) dove le lingue neolatine sono predominanti: per quanto concerne il Nordamerica ci si riferisce pertanto alle altre repubbliche dell'America Centrale, al Messico, e alla buona parte delle isole dei Caraibi (oltre naturalmente alla maggior parte del Sudamerica).
La lingua francese ha storicamente svolto un ruolo significativo nel Nord America e conserva una presenza distintiva in alcune regioni. Il Canada è ufficialmente bilingue; il francese è la lingua ufficiale della provincia canadese del Quebec ed è ufficiale assieme all'inglese nella provincia del Nuovo Brunswick. Il francese è lingua ufficiale anche in alcune isole delle Indie Occidentali (Haiti, Guadalupa, Martinica, Saint Barth, Saint Martin) e a Saint-Pierre e Miquelon, così come in Louisiana, dove il francese è una lingua ufficiale.

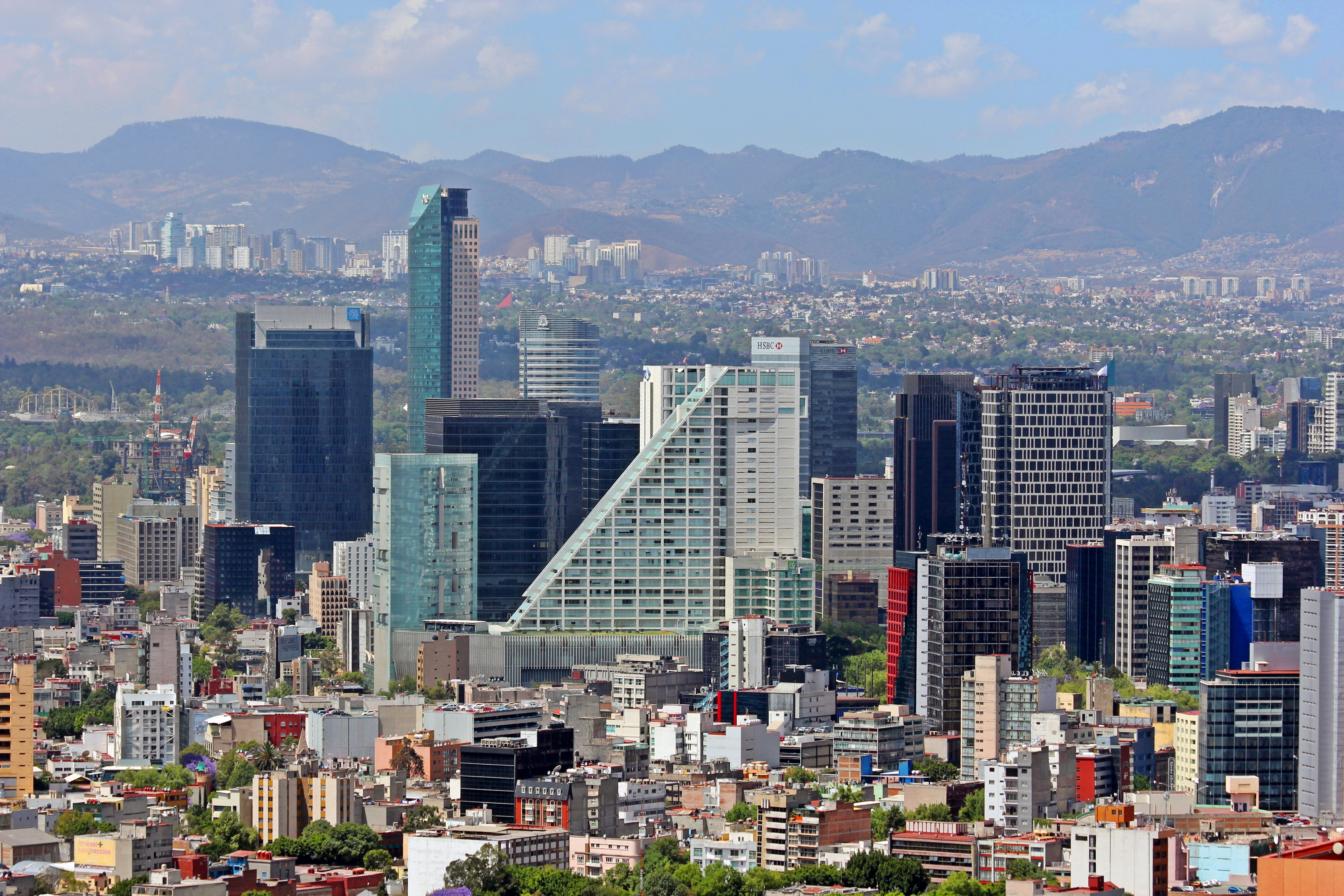
Vista di Città del Messico la prima città più popolosa del Nord America.

Socialmente e culturalmente l'America del Nord presenta una ben definita entità. Il Canada anglofono e gli Stati Uniti hanno una cultura e tradizioni similari essendo state entrambe ex colonie britanniche. Una comunanza culturale e un'economica di mercato si è sviluppata tra le due nazioni, dettato dal potere economico e da legami storici. Analogie si possono riscontrare nella componente linguistica spagnola del Nordamerica. Anche qui si è condiviso un passato comune, come ex colonie della Spagna. In Messico e nei paesi centroamericani in cui la civiltà Maya si è sviluppata, le popolazioni indigene preservano alcune tradizioni. Il Québec da parte sua costituisce una regione che presenta una cultura propria legata all'eredità coloniale francese ed è la capitale francofona del paese.

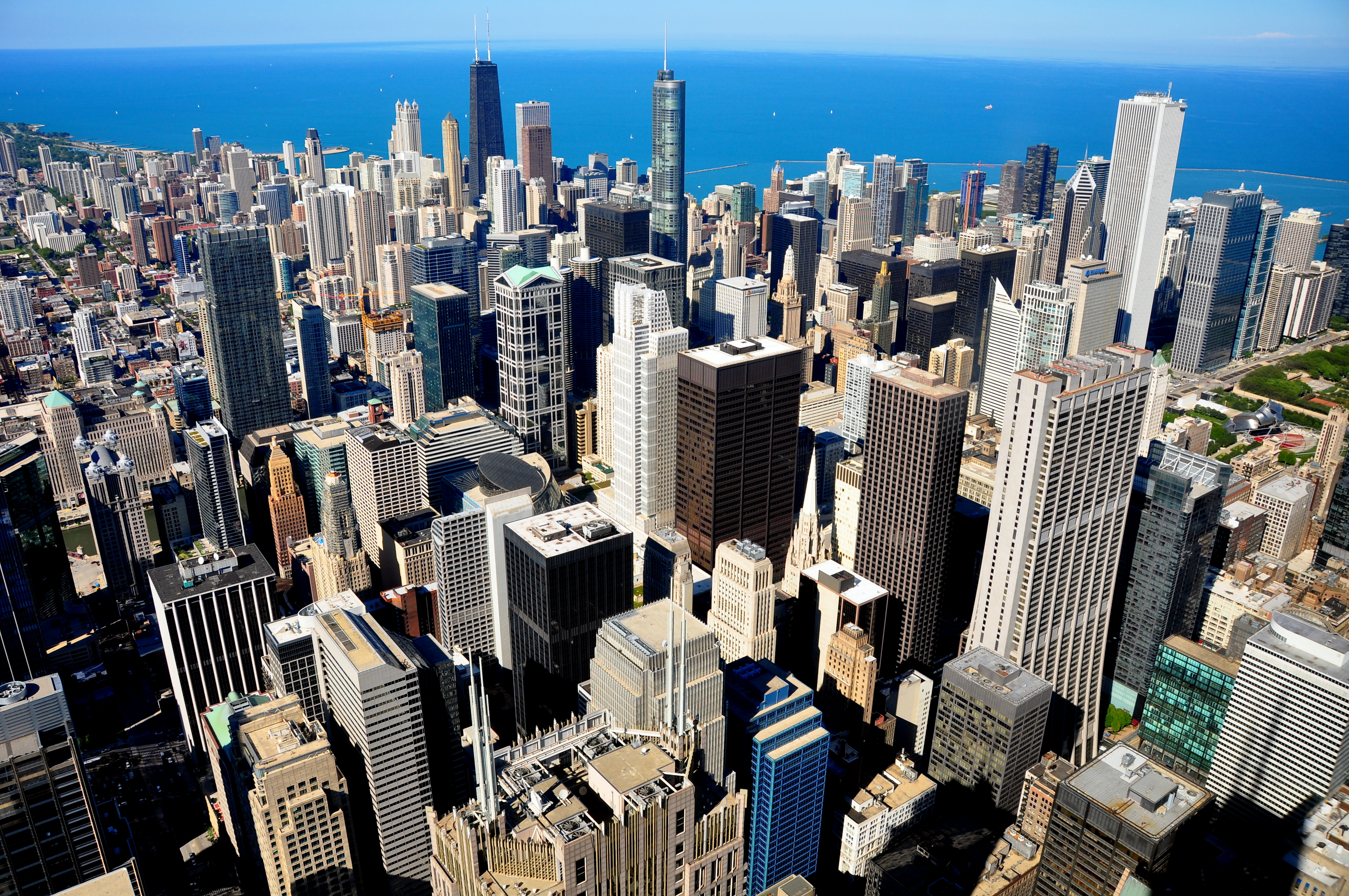
Vista di Chicago

Economicamente il Canada e gli Stati Uniti sono le due nazioni più ricche e sviluppate del continente, seguite dal Messico, paese di nuova industrializzazione. I paesi dell'America Centrale e dei Caraibi si presentano molto meno sviluppati. I più importanti mercati comuni sono il Caribbean Community and Common Market (CARICOM) e il North American Free Trade Agreement (NAFTA). Dai paesi centro americani è stato firmato un accordo di libero scambio il CAFTA con l'intento di migliorare la loro situazione finanziaria.

#### Paesi e territori

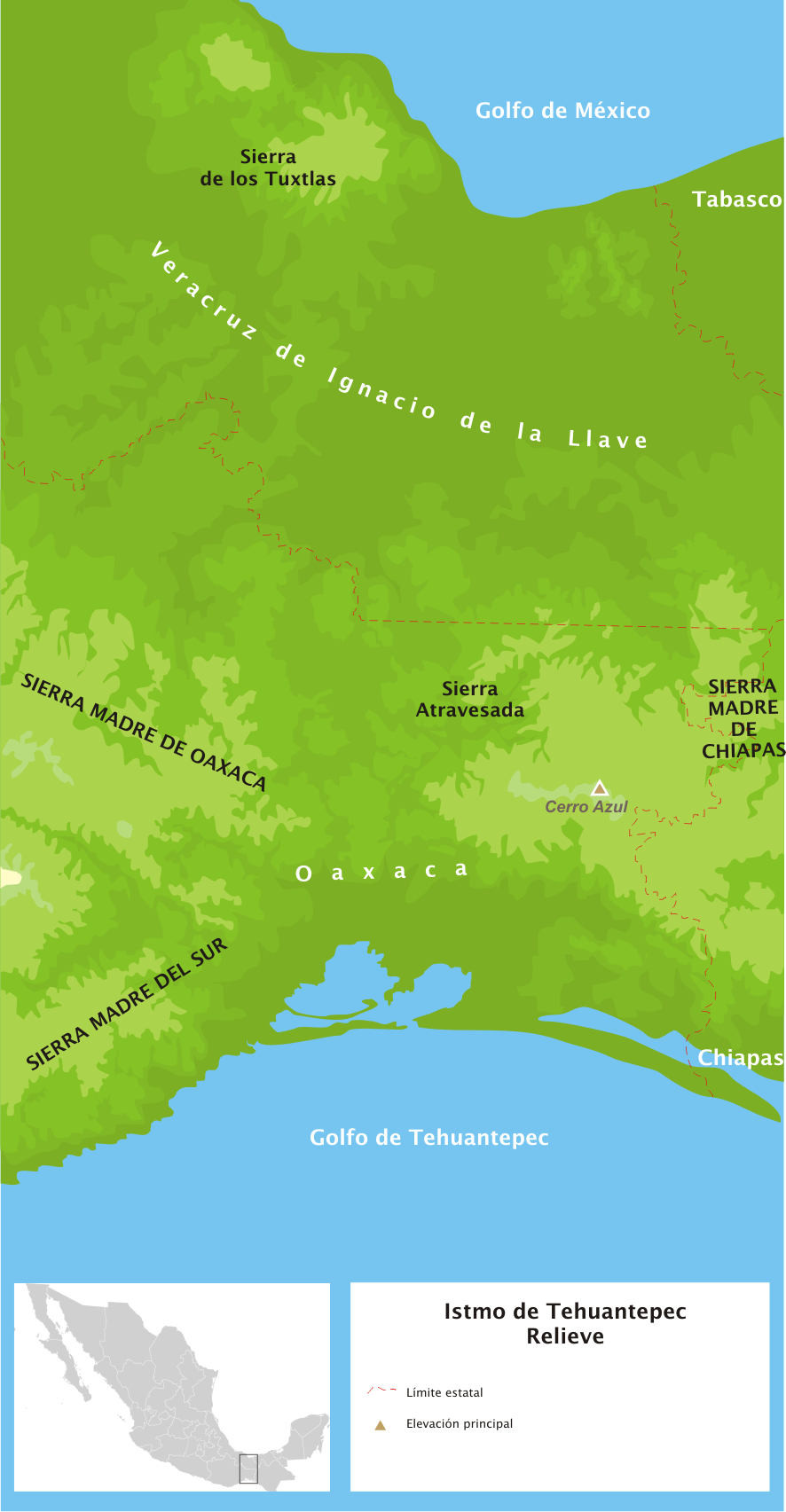
L'Istmo di Tehuantepec.

L'America del Nord è spesso suddivisa in sottoregioni, anche se sempre non unanimemente condivise. L'America Centrale comprende la regione meridionale del continente, ma la sua estremità settentrionale varia tra le fonti. Geograficamente la regione inizia con l'Istmo di Tehuantepec in Messico (vale a dire gli stati messicani di Campeche, Chiapas, Tabasco, Quintana Roo e Yucatán). Le Nazioni Unite includono il Messico nell'America Centrale (d'altro canto l'Unione europea vi include sia il Messico che il Belize), ma geopoliticamente il Messico non è spesso considerato parte del Centro America.
Il concetto di Nordamerica è anche utilizzato per fare riferimento ai paesi e ai territori più settentrionali: il Canada, gli Stati Uniti, la Groenlandia, Bermuda, e Saint-Pierre e Miquelon. Vengono considerati distintamente dalle regioni meridionali delle Americhe, che comprende in gran parte l'America Latina.
| Paese o Territorio                      | Superficie (km²) | Popolazione (luglio 2007) | Densità (ab/km²) | Capitale            |
| --------------------------------------- | ---------------- | ------------------------- | ---------------- | ------------------- |
| Anguilla (Regno Unito)                  | 102              | 13 677                    | 134,1            | The Valley          |
| Antigua e Barbuda                       | 443              | 69 481                    | 157,0            | Saint John's        |
| Aruba (Paesi Bassi)                     | 193              | 100 018                   | 518,2            | Oranjestad          |
| Bahamas                                 | 13 940           | 305 655                   | 21,9             | Nassau              |
| Barbados                                | 430              | 280 946                   | 651,8            | Bridgetown          |
| Belize                                  | 22 966           | 294 385                   | 12,8             | Belmopan            |
| Bermuda (Regno Unito)                   | 54               | 66 163                    | 1 241,3          | Hamilton            |
| Bonaire (Paesi Bassi)                   | 294              | 12 093                    | 41,1             | Kralendijk          |
| Isole Vergini Britanniche (Regno Unito) | 153              | 23 552                    | 153,9            | Road Town           |
| Canada                                  | 9 984 670        | 33 390 141                | 3,3              | Ottawa              |
| Isole Cayman (Regno Unito)              | 262              | 46 600                    | 177,9            | George Town         |
| Clipperton (Francia)                    | 9                | 0                         | 0,0              | —                   |
| Costa Rica                              | 51 100           | 4 133 884                 | 80,9             | San José            |
| Cuba                                    | 110 860          | 11 394 043                | 102,8            | L'Avana             |
| Curaçao (Paesi Bassi)                   | 444              | 140 794                   | 317,1            | Willemstad          |
| Dominica                                | 754              | 72 386                    | 96,0             | Roseau              |
| Rep. Dominicana                         | 48 730           | 9 365 818                 | 192,2            | Santo Domingo       |
| El Salvador                             | 21 040           | 6 948 073                 | 330,2            | San Salvador        |
| Groenlandia (Danimarca)                 | 2 166 086        | 56 344                    | 0,026            | Nuuk                |
| Grenada                                 | 344              | 89 971                    | 261,5            | St. George's        |
| Guadalupa (Francia)                     | 1 628            | 400 736                   | 246,1            | Basse-Terre         |
| Guatemala                               | 108 890          | 12 728 111                | 116,9            | Città del Guatemala |
| Haiti                                   | 27 750           | 8 706 497                 | 313,7            | Port-au-Prince      |
| Honduras                                | 112 090          | 7 483 763                 | 66,8             | Tegucigalpa         |
| Giamaica                                | 10 991           | 2 780 132                 | 252,9            | Kingston            |
| Martinica (Francia)                     | 1 100            | 436 131                   | 396,5            | Fort-de-France      |
| Messico                                 | 1 972 550        | 108 700 891               | 55,1             | Città del Messico   |
| Montserrat (Regno Unito)                | 102              | 9 538                     | 93,5             | Plymouth; Brades    |
| Navassa (Stati Uniti)                   | 5                | 0                         | 0,0              | —                   |
| Nicaragua                               | 129 494          | 5 675 356                 | 43,8             | Managua             |
| Panama                                  | 78 200           | 3 242 173                 | 41,5             | Panama              |
| Porto Rico (USA)                        | 8 870            | 3 944 259                 | 444,7            | San Juan            |
| Saba (Paesi Bassi)                      | 13               | 1 537                     | 118,2            | The Bottom          |
| Saint-Barthélemy (Francia)              | 21               | 6 852                     | 326,3            | Gustavia            |
| Saint Kitts e Nevis                     | 261              | 39 349                    | 150,8            | Basseterre          |
| Saint Lucia                             | 620              | 170 649                   | 277,0            | Castries            |
| Saint-Martin (Francia)                  | 54               | 33 102                    | 608,5            | Marigot             |
| Saint-Pierre e Miquelon (Francia)       | 242              | 7 036                     | 29,1             | Saint-Pierre        |
| Saint Vincent e Grenadine               | 389              | 118 149                   | 303,7            | Kingstown           |
| Sint Eustatius (Paesi Bassi)            | 21               | 2 739                     | 130,4            | Oranjestad          |
| Sint Maarten (Paesi Bassi)              | 34               | 40 009                    | 1 176,7          | Philipsburg         |
| Trinidad e Tobago                       | 5 128            | 1 056 608                 | 206,0            | Port of Spain       |
| Turks e Caicos (Regno Unito)            | 430              | 21 746                    | 50,6             | Cockburn Town       |
| Stati Uniti                             | 9 826 630        | 301 139 947               | 30,6             | Washington          |
| Isole Vergini Americane (USA)           | 346              | 108 448                   | 313,4            | Charlotte Amalie    |
| Totale                                  | 24 709 036       | 541 720 440               | 22,9             |                     |

## Economia
Alla fine degli anni novanta gli Stati Uniti erano la prima nazione al mondo per la produzione economica. Nel 2000 il prodotto interno lordo era di 9 837 405 milioni di dollari USA, equivalente a un PIL pro capite di 34.940 dollari USA. Le attività del settore primario contribuiscono nella misura dell'1,7% alla formazione del prodotto interno lordo annuale, il settore secondario nella misura del 26,2% e il terziario, di gran lunga il più redditizio, nella misura del 72,1%.
Il dollaro venne unanimemente scelto come unità monetaria degli Stati Uniti il 6 luglio 1785. Alla fine della guerra d'indipendenza americana, il Congresso continentale adottò per la valuta il sistema decimale. I primi dollari coniati negli Stati Uniti furono emessi dal governo federale a Filadelfia nel 1794 in seguito all'approvazione del Coinage Act del 1792, che istituiva due misure di valore: il dollaro d'argento e il dollaro d'oro (dal 1792 al 1873 il Dollaro era supportato liberamente da oro e argento, con un sistema chiamato Bimetallismo). Quest'ultimo, una moneta molto piccola, fu coniato solo dal 1849 al 1889. Con il tempo il contenuto d'argento e oro è stato variato. Una disposizione del Congresso del 1900 definì il dollaro d'oro l'unità monetaria degli Stati Uniti e fissò il valore delle banconote a corso legale in rapporto al dollaro d'oro.
Attraverso una serie di cambiamenti legislativi avvenuti tra il 1873 e il 1900, l'importanza dell'argento fu via via diminuita fino all'adozione formale del gold standard. Il Gold Standard, sopravvisse, con molte modifiche fino al 1974. Prima del 1934, per effetto del cosiddetto Gold Standard, la carta moneta statunitense era convertibile in monete d'oro; con la legge sulle riserve auree del 1934 la convertibilità fu abolita. Da allora in poi la moneta circolante, sia cartacea sia metallica, è stata del tipo fiduciario. Il dollaro americano ha ufficialmente subito diverse svalutazioni successivamente al 1934; durante gli anni settanta il suo valore è diminuito bruscamente rispetto ad altre valute più stabili, mentre il prezzo dell'oro è aumentato. Dal 1986, tuttavia, si sono compiuti vari tentativi per ridurre l'enorme deficit commerciale statunitense abbassando il valore del dollaro rispetto ad altre valute, tentativi che hanno avuto particolare successo nei confronti del marco e dello yen. Il dollaro d'argento rimase in circolazione fino al 1965, allorché fu abbandonato poiché il valore del suo contenuto d'argento era superiore al valore nominale.
A partire dal 1975, i cittadini americani furono autorizzati a possedere, comprare e vendere l'oro come un qualsiasi prodotto, benché le monete d'oro non potessero circolare come denaro corrente. Il dollaro è considerato la principale riserva valutaria internazionale, anche se esistono segni evidenti di un suo declino negli anni novanta: oltre il 60% delle riserve di valute estere globali è detenuto in dollari e oltre due terzi del commercio mondiale è fatturato in dollari. Il governo federale statunitense iniziò a emettere valuta, supportata dal Dollaro Spagnolo, durante la Guerra di secessione americana. Queste banconote, conosciute come "greenbacks" per il loro colore, diedero inizio alla tradizione statunitense di stampare la valuta in verde. Contrariamente alle altre nazioni tutte le banconote statunitensi sono state stampate con lo stesso colore per la maggior parte del XX secolo. Le moderne banconote statunitensi, indipendentemente dalla denominazione, misurano 6,63 cm in larghezza, 15,6 cm in lunghezza e 0,11 mm in spessore.
Il 13 maggio 2003, il ministero del Tesoro degli Stati Uniti ha annunciato l'introduzione di una banconota da 20 $ a colori (la prima dal 1905). La scelta è dettata dalla necessità di contrastare la crescente contraffazione. Le nuove banconote sono entrate in circolazione il 9 ottobre 2003. Altre banconote da 50 $ e 100 $ verranno introdotte nel 2004 e 2005, ognuna con differenti schemi di colori. Nome dell'unità monetaria di diversi paesi, tra i quali Australia, Canada, Hong Kong, Nuova Zelanda, Singapore, Stati Uniti. Il termine deriva dall'antico tedesco daler o taler, nome di una moneta d'argento coniata nel 1519 in Sassonia. Il dollaro per antonomasia è quello statunitense, che derivò il suo nome da un'altra moneta d'argento, il peso duro, o doleras, coniata in Spagna e utilizzata nelle colonie spagnole e nell'America settentrionale anche dai coloni inglesi.